# Padang Tangah
Padang Tangah is een bestuurslaag in het regentschap Payakumbuh van de provincie West-Sumatra, Indonesië. Padang Tangah telt 1195 inwoners (volkstelling 2010).